# 神探父子兵
《神探父子兵》是一部由元奎执导、阮继志编剧，刘德华、元奎、萧红梅、钱小豪、午马、董骠等人主演的警匪动作剧情片，1988年7月22日在香港上映。

## 剧情
故事围绕两对父子警察之间的工作和生活展开。华仔与阿旦是警察同事，他们俩的父亲也是一对警察老友，华父彪叔还是警察局长。相比华仔与彪叔的亲密关系，阿旦与父亲的关系则不那么好。华仔和阿旦联手对付毒贩飞鹰，最终阿旦死于飞鹰之手，华仔则击毙了飞鹰。

## 角色
| 演員   | 角色 | 介紹                                |
| 刘德华 | 华仔 | 督察 (粵語配音：李學斌)             |
| 元奎   | 阿旦 | 警員 (粵語配音：盧雄)               |
| 午马   | 馬叔 | 高級警員，阿旦父亲 (粵語配音：金貴) |
| 董骠   | 彪叔 | 總警司，警察局长，华仔父亲          |
| 钱小豪 | 飞鹰 | 毒贩 (粵語配音：林保全)             |
| 萧红梅 | 阿诗 | 飞鹰女友                            |
| 吴耀汉 |      |                                     |
| 胡锦   |      |                                     |
| 张坚庭 |      |                                     |